# Giro di Campania 1967
Il Giro di Campania 1967, trentacinquesima edizione della corsa, si svolse il 19 aprile 1967 su un percorso di 261,5 km. La vittoria fu appannaggio dell'italiano Dino Zandegù, che completò il percorso in 6h47'58", precedendo il connazionale Vittorio Adorni ed il tedesco Rudi Altig. 
Sul traguardo di Napoli 46 ciclisti, su 104 partiti dalla medesima località, portarono a termine la competizione. 

## Ordine d'arrivo (Top 10)
| Pos. | Corridore         | Squadra           | Tempo    |
| ---- | ----------------- | ----------------- | -------- |
| 1    | Dino Zandegù      | Salvarani         | 6h47'58" |
| 2    | Vittorio Adorni   | Salamini-Luxor TV | s.t.     |
| 3    | Rudi Altig        | Molteni           | s.t.     |
| 4    | Marino Vigna      | Vittadello        | s.t.     |
| 5    | Carmine Preziosi  | Molteni           | s.t.     |
| 6    | Luigi Sgarbozza   | Salamini-Comet    | s.t.     |
| 7    | Franco Bitossi    | Filotex           | s.t.     |
| 8    | Michele Dancelli  | Vittadello        | s.t.     |
| 9    | Marino Basso      | Mainetti          | s.t.     |
| 10   | Adriano Passuello | Molteni           | s.t.     |